# Șarivka, Iarmolînți
Șarivka (în ucraineană Шарівка) este o comună în raionul Iarmolînți, regiunea Hmelnîțkîi, Ucraina, formată numai din satul de reședință.

## Demografie
Componența lingvistică a comunei Șarivka
     Ucraineană (98,27%)
     Rusă (1,57%)
     Alte limbi (0,08%)
Conform recensământului din 2001, majoritatea populației comunei Șarivka era vorbitoare de ucraineană (98,27%), existând în minoritate și vorbitori de rusă (1,57%).